# Jorge Martín
Jorge Martín Almoguera (Madrid, 29 januari 1998) is een Spaans motorcoureur voor het Aprilia Racing team. In 2018 werd hij wereldkampioen in de Moto3-klasse van het wereldkampioenschap wegrace. In 2021 stapte hij over naar de MotoGP, waar hij in 2024 de titel won.

## Carrière
In 2012 maakte Martín zijn debuut in de FIM MotoGP Rookies Cup. Hij eindigde zijn eerste seizoen op de twaalfde plaats in het kampioenschap met 82 punten en vier zesde plaatsen als beste resultaat. In 2013 won hij twee races op het Circuito Permanente de Jerez en de Sachsenring en verbeterde zichzelf naar de tweede eindpositie achter Karel Hanika met 163 punten. In 2014 won hij zes races op het Circuit Mugello, de Sachsenring, het Automotodrom Brno, Silverstone (tweemaal) en het Motorland Aragón en werd zo kampioen in de klasse met 254 punten.
In 2015 stapte Martín over naar het wereldkampioenschap wegrace, waarin hij voor het MAPFRE Team MAHINDRA Moto3 uitkwam op een Mahindra in de Moto3-klasse. Hij kende een moeilijk debuutseizoen, waarin een zevende plaats in de Grand Prix van Aragón zijn beste resultaat was. Met 45 punten eindigde hij op de zeventiende plaats in het klassement.
In 2016 bleef Martin in de Moto3 op een Mahindra rijden. In de Grand Prix van Tsjechië behaalde hij zijn eerste podiumpositie met een tweede plaats achter John McPhee. Met 72 punten verbeterde hij zich één positie in de eindstand naar de zestiende plaats.
In 2017 stapte Martín over naar het team Del Conca Gresini Moto3, waarin hij uitkwam op een Honda. Hij behaalde negen pole positions en stond in negen races op het podium, maar pas tijdens de laatste Grand Prix van het seizoen in Valencia wist hij pas zijn eerste race te winnen in het wereldkampioenschap. Met 196 punten eindigde hij achter Joan Mir, Romano Fenati en Arón Canet als vierde in het kampioenschap.

## Statistieken

### Grand Prix

#### Per seizoen
| Seizoen | Klasse | Motor    | Team                            | Races | Winst | Podiums | Poles | SR | Ptn  | Pos |
| ------- | ------ | -------- | ------------------------------- | ----- | ----- | ------- | ----- | -- | ---- | --- |
| 2015    | Moto3  | Mahindra | MAPFRE Team MAHINDRA Moto3      | 18    | 0     | 0       | 0     | 0  | 45   | 17e |
| 2016    | Moto3  | Mahindra | Pull & Bear Aspar Mahindra Team | 16    | 0     | 1       | 0     | 0  | 72   | 16e |
| 2017    | Moto3  | Honda    | Del Conca Gresini Moto3         | 16    | 1     | 9       | 9     | 2  | 196  | 4e  |
| 2018    | Moto3  | Honda    | Del Conca Gresini Moto3         | 17    | 7     | 10      | 11    | 3  | 260  | 1e  |
| 2019    | Moto2  | KTM      | Red Bull KTM Ajo                | 19    | 0     | 2       | 0     | 1  | 94   | 11e |
| 2020    | Moto2  | Kalex    | Red Bull KTM Ajo                | 13    | 2     | 6       | 1     | 2  | 160  | 5e  |
| 2021    | MotoGP | Ducati   | Pramac Racing                   | 14    | 1     | 4       | 4     | 0  | 111  | 9e  |
| 2022    | MotoGP | Ducati   | Pramac Racing                   | 20    | 0     | 4       | 5     | 2  | 152  | 9e  |
| 2023    | MotoGP | Ducati   | Prima Pramac Racing             | 20    | 4     | 8       | 4     | 2  | 428  | 2e  |
| 2024    | MotoGP | Ducati   | Prima Pramac Racing             | 20    | 3     | 16      | 7     | 2  | 508  | 1e  |
| 2025*   | MotoGP | Aprilia  | Aprilia Racing                  | 3     | 0     | 0       | 0     | 0  | 9    | 21e |
| Totaal  | Totaal | Totaal   | Totaal                          | 176   | 18    | 60      | 41    | 14 | 2035 |     |

#### Per klasse
| Klasse | Seizoenen  | 1e GP      | 1e podium     | 1e winst         | Races | Winst | Podiums | Poles | SR | Ptn  | Kampioen |
| ------ | ---------- | ---------- | ------------- | ---------------- | ----- | ----- | ------- | ----- | -- | ---- | -------- |
| Moto3  | 2015-2018  | Qatar 2015 | Tsjechië 2016 | Valencia 2017    | 67    | 8     | 20      | 20    | 5  | 573  | 1        |
| Moto2  | 2019-2020  | Qatar 2019 | Japan 2019    | Oostenrijk 2020  | 32    | 2     | 8       | 1     | 3  | 254  | 0        |
| MotoGP | 2021-heden | Qatar 2021 | Doha 2021     | Stiermarken 2021 | 77    | 8     | 32      | 20    | 6  | 1208 | 1        |
| Totaal | 2015-heden | 2015-heden | 2015-heden    | 2015-heden       | 176   | 18    | 60      | 41    | 14 | 2035 | 2        |

#### Races per jaar
(vetgedrukt betekent pole positie; cursief betekent snelste ronde; 1–9 betekent positie in de sprintrace)
| Jaar | Klasse | Motor    | 1        | 2       | 3        | 4        | 5       | 6      | 7       | 8       | 9        | 10      | 11     | 12      | 13      | 14      | 15       | 16      | 17      | 18      | 19      | 20       | 21  | 22  | Pos | Ptn |
| ---- | ------ | -------- | -------- | ------- | -------- | -------- | ------- | ------ | ------- | ------- | -------- | ------- | ------ | ------- | ------- | ------- | -------- | ------- | ------- | ------- | ------- | -------- | --- | --- | --- | --- |
| 2015 | Moto3  | Mahindra | QAT 15   | AME DNF | ARG 22   | SPA 14   | FRA DNF | ITA 17 | CAT 11  | NED 18  | DUI 12   | INP 10  | TSJ 11 | GBR DNF | SMR 15  | ARA 7   | JPN 11   | AUS 15  | MAL 12  | VAL 14  |         |          |     |     | 17  | 45  |
| 2016 | Moto3  | Mahindra | QAT DNF  | ARG 8   | AME DNF  | SPA DNF  | FRA 18  | ITA 14 | CAT DNF | NED WD  | DUI DNF  | OOS 6   | TSJ 2  | GBR 10  | SMR DNS | ARA 6   | JPN DNF  | AUS 6   | MAL DNF | VAL 10  |         |          |     |     | 16  | 72  |
| 2017 | Moto3  | Honda    | QAT 3    | ARG 3   | AME 2    | SPA 9    | FRA DNF | ITA 15 | CAT 3   | NED 4   | DUI DNS  | TSJ DNS | OOS 3  | GBR 3   | SMR DNF | ARA 4   | JPN 15   | AUS 3   | MAL 2   | VAL 1   |         |          |     |     | 4   | 196 |
| 2018 | Moto3  | Honda    | QAT 1    | ARG 11  | AME 1    | SPA DNF  | FRA DNF | ITA 1  | CAT DNF | NED 1   | DUI 1    | TSJ DNS | OOS 3  | GBR C   | SMR 2   | ARA 1   | THA 4    | JPN DNF | AUS 5   | MAL 1   | VAL 2   |          |     |     | 1   | 260 |
| 2019 | Moto2  | KTM      | QAT 15   | ARG DNF | AME 15   | SPA DNF  | FRA 20  | ITA 16 | CAT 15  | NED DNF | DUI 9    | TSJ 13  | OOS 7  | GBR 12  | SMR 12  | ARA 9   | THA 6    | JPN 3   | AUS 2   | MAL DNF | VAL 5   |          |     |     | 11  | 94  |
| 2020 | Moto2  | Kalex    | QAT 20   | SPA 3   | AND 6    | TSJ 8    | OOS 1   | STI 2  | SMR     | EMI     | CAT DNF  | FRA DNF | ARA 3  | TER 6   | EUR 2   | VAL 1   | POR 6    |         |         |         |         |          |     |     | 5   | 160 |
| 2021 | MotoGP | Ducati   | QAT 15   | DOH 3   | POR DNS  | SPA      | FRA     | ITA    | CAT 14  | DUI 12  | NED DNF  | STI 1   | OOS 3  | GBR DNF | ARA 9   | SMR DNF | AME 5    | EMI DNF | ALG 7   | VAL 2   |         |          |     |     | 9   | 111 |
| 2022 | MotoGP | Ducati   | QAT DNF  | INA DNF | ARG 2    | AME 8    | POR DNF | SPA 22 | FRA DNF | ITA 13  | CAT 2    | DUI 6   | NED 7  | GBR 5   | OOS 10  | SMR 9   | ARA 6    | JPN 3   | THA 9   | AUS 7   | MAL DNF | VAL 3    |     |     | 9   | 152 |
| 2023 | MotoGP | Ducati   | POR DNF2 | ARG 58  | AME DNF3 | SPA 4    | FRA 21  | ITA 23 | DUI 1   | NED 56  | GBR 6    | OOS 73  | CAT 35 | SMR 1   | IND 21  | JPN 1   | INA DNF1 | AUS 5   | THA 1   | MAL 42  | QAT 101 | VAL DNF1 |     |     | 2   | 428 |
| 2024 | MotoGP | Ducati   | QAT 31   | POR 13  | AME 43   | SPA DNF1 | FRA 1   | CAT 24 | ITA 3   | NED 2   | DUI DNF1 | GBR 2   | OOS 2  | ARA 2   | SMR 151 | EMI 2   | INA 1    | JPN 24  | AUS 21  | THA 2   | MAL 21  | SOL 3    |     |     | 1   | 508 |
| 2025 | MotoGP | Aprilia  | THA      | ARG     | AME      | QAT DNF  | SPA     | FRA    | GBR     | ARA     | ITA      | NED     | DUI    | TSJ 7   | OOS DNF | HON     | CAT      | SMR     | JPN     | INA     | AUS     | MAL      | POR | VAL | 21* | 9*  |

* Seizoen nog bezig.